# مذكرات توضح تاريخ اليعقوبية
مذكرات توضح تاريخ اليعقوبية (بالإنجليزية: Memoirs Illustrating the History of Jacobinism) كتاب من تأليف القس اليسوعي الفرنسي أوغسطين بارويل، وقد كتب ونشر في فرنسا خلال الأعوام 1797-1798، وتمت ترجمته إلى اللغة الإنجليزية في العام 1799.
في هذا الكتاب، يدعي بارويل أن الثورة الفرنسية كانت نتيجة مؤامرة متعمدة ومخطط لها تهدف  إلى الإطاحة بالعرش والهيكل والمجتمع الاستقراطي في أوروبا. وقد شارك في هذه المؤامرة تحالف ضم فلاسفة وماسونيين قاموا بإنشاء نظام ورثه اليعاقبة الذين أحسنوا بدورهم إدارته لأبعد حد. تهدف المذكرات إلى فضح الثورة باعتبارها تمثل تاريخ طويل من التدمير، ولم يكن بارويل أول من وجه هذه الاتهامات للثورة ولكنه كان أول من قدمها في سياق تاريخي موسع بشكل كامل وبأدلة  غير مسبوقة على نطاق واسع. كتب بارويل كل واحد من الثلاث مجلدات الأولى لكتابه بشكل منفصل حول أولئك الذين ساهموا في المؤامرة، وكان المجلد الرابع محاولة لتوحيدها في نقاش واحد حول اليعاقبة في الثورة الفرنسية، وهذه المذكرات هي بمثابة نقد لحركة التنوير الفلسفية التي انتشرت في جميع أنحاء أوروبا خلال فترة الثورة.
تعتبر مذكرات بارويل واحدة من الوثائق التي تم العثور عليها وتمثل التفسير اليميني للثورة الفرنسية، وقد ذاعت شهرتها مباشرة بعد نشرها وقراءتها ونقدها من قبل غالبية أهم الصحف الأدبية والسياسية في هذا العصر. نشرت المجلدات الأربعة بعدة لغات وولدت نقاشاً حول دور الفلاسفة وأفكارهم والحركة التنويرية في الثورة الفرنسية، وبقيت قيد الطباعة بشكل جيد حتى القرن العشرين وساهمت في التفسير التاريخي لأواخر القرن الثامن عشر في فرنسا. إنّ نجاح كتاب بارويل يمثل شهادة على الخطاب المناهض للفلسفة التي انتشرت أعقاب الثورة. ترك بارويل وراءه تفسيراً للحركة التنويرية كان مقدراً له أن يؤثر على التفسيرات اللاحقة، حيث طرح الاتهامات بحق خصومه وبينها بالأدلة بشكل لا يمكن التملص منه، وأنشأ كتابه رابطاً بين التنوير والثورة بقيّ موضوعاً للجدل التاريخي.